# Carex gynaecandra
Carex gynaecandra är en halvgräsart som beskrevs av Hans Heinrich Pfeiffer. Carex gynaecandra ingår i släktet starrar, och familjen halvgräs. Inga underarter finns listade i Catalogue of Life.